# Kanezawa Sanetoki
Kanezawa Sanetoki est un nom japonais traditionnel ; le nom de famille (ou le nom d'école), Kanezawa, précède donc le prénom (ou le nom d'artiste).
Kanezawa Sanetoki (金沢 実時), aussi appelé Hōjō Sanetoki (北条 実時) (1224 - 30 novembre 1276), membre de la famille Kanezawa, branche du clan Hōjō, est le fondateur du Kanazawa Bunko (bibliothèque Kanazawa).
Né en 1224, il est le fils de Hōjō Saneyasu. Ses dons ayant été reconnus par son oncle Hōjō Yasutoki, Sanetoki se voit attribuer d'importants postes par quatre shikken : Yasutoki, Tsunetoki, Tokiyori et Tokimune. Il commence sa carrière à la tête du Kosamurai-dokoro en 1234 puis devient hikitsukeshū en 1252 et hyojoshu en 1253. La maladie le contraint à quitter tous ses postes et il se retire dans sa résidence de Kanazawa, à Yokohama.
Tout en s'occupant des affaires du gouvernement, il consacre sa vie à l'étude, notamment auprès de Kiyohara no Noritaka qui vient à Kamakura dans la suite du prince Munetaka. En 1258, il crée un temple du nom de « Shōmyōji » à Kanazawa et y installe une bibliothèque pour abriter son énorme collection de manuscrits.